# 德阳市精神卫生中心
德阳市精神卫生中心是四川省德阳市一所“集精神疾病防治、科研、社区服务工作以及市公安局、市劳动局批准的集外伤所致精神障碍、精神疾病劳动能力鉴定，城镇职工医疗保险定点机构、中保定点机构于一体的市级专科医院”。

## 简介
1996年，该中心被德阳市禁毒委和四川省公安厅批准为德阳市第一所自愿戒毒中心。
2011年，按照中央关于35个全国社会管理创新综合试点地区必须建立专门收治安康医院的要求，“为有效预防和减少全市易肇事肇祸精神病人刑事案件的发生，使易肇事肇祸精神病人能得到更好、更专业的救治，进而促进社会和谐”，2011年5月31日，德阳市安康医院在该中心正式挂牌。